# Bob Powell
Pour les articles homonymes, voir Powell.
Bob Powell (né Stanley Robert Pawlowski le 6 octobre 1916 à Buffalo et mort le 1er octobre 1967 d'un cancer du pancréas) est un auteur de comics américain. Il est principalement connu pour son travail sur Sheena, reine de la jungle et Mr. Mystic. Il fait partie des cocréateurs de Blackhawk. Powell a également assuré le dessin de la série de cartes à collectionner Mars Attacks. En 1943, il a officiellement changé son nom en S. Robert Powell.

## Biographie

### Débuts
Dans les années 1930, Bob Powell partit s’installer à New York pour y faire des études d’art au Pratt Institute. Comme tant d’autres artistes des comics à cette époque, il trouva du travail chez Eisner & Iger, l’un des studios les plus productifs, capables de fournir le contenu de numéros entiers pour des éditeurs. Le premier travail de Powell possiblement identifié est une histoire de trois pages, non créditée, A Letter of Introduction, qui met en scène le fameux ventriloquiste Edgar Bergen et sa marionnette, Charlie McCarthy, dans la revue Fiction House's Jumbo Comics #2 (oct. 1938). Un autre de ses premiers travaux, sous le pseudonyme de Arthur Dean, est Dr. Fung dans Fox's Wonder Comics #1 (mai 1939).
À ses débuts, Powell travailla aussi pour les éditeurs Fox (Wonderworld Comics et Mystery Men Comics) et Fiction House (Planet Comics), où il publia ses strips Gale Allen et The Women's Space Battalion. Il travailla aussi pour Speed Comics (éditeur Harvey Comics) pour qui il écrivit "Ted Parrish" ou encore pour Timely (qui prendra le nom de Marvel Comics Group en 1961), pour lequel il fit un one-shot Tough Kid Squad Comics. Il travailla pour d’autres éditeurs sous des pseudonymes divers et variés tels que Rex Smith, W. Morgan Thomas, Stanley Charlot, Buck Stanley, S. T. Anley et Major Ralston.

### Sheena et les super-héros
Chez les studio Eisner & Iger, Powell dessina beaucoup des premières aventures de "Sheena, Queen of the Jungle" dans Jumbo Comics. Plus tard, lorsque Will Eisner se sépara de Jerry Iger pour fonder son propre studio, sous-traitant de l’éditeur Quality Comics et de son responsable Everett M. "Busy" Arnold — y amenant avec lui Powell, Nick Cardy, Chuck Cuidera, Lou Fine — Powell se lança dans la co-écriture de "Blackhawk", créé par Eisner et Cuidera, dans Military Comics #1 (Aoüt 1941). Le travail de Powell resta non crédité jusqu’à ce qu'Eisner et Cuidera, en 1999, dévoile sa contribution.
Powell devint particulièrement réputé pour son art des belles filles qu’on trouvait dans Cave Girl de Magazine Enterprises, mais aussi dans Jungle Comics de Fiction House, où il travaillait sur les premières histoires de Sheena et plus tard sur Camilla, l’aventurière de la jungle en bikini zébré.
Dans le champ des comics de super-héros, Powell co-créa, avec l’écrivain Gary Blakey, le personnage patriotique nommé "Spirit of ‘76", personnification de ce sentiment patriotique lié à l’histoire des États-Unis, dans Harvey's Pocket Comics #1 (août 1941). Cette série allait durer longtemps dans Green Hornet Comics. Powell a aussi assuré les crayonnés d’une histoire du "Captain America" du Golden Age, The Sorcerer's Sinister Secret (dans All Winners Comics #4 (Spring 1942), Timely Comics), ainsi que pour un chapitre du numéro historique All Winners Comics #19 (Automne 1946, Timely). Il dessina "Mr. Mystic", la deuxième série qui suivait "The Spirit" dans The Spirit Section de Eisner, un comic de 16 pages qui était inséré dans les journaux du dimanche. Powell a pris en charge cette série depuis 1940 jusqu’à son entrée dans l’U.S. Air Force en 1943, au moment de la Seconde guerre
mondiale, la même année où il changea officiellement son nom en S. Robert Powell.

### Après-guerre
Après la démobilisation, Powell fonda son propre studio et il dessina pour de nombreux éditeurs de comic-book. Son travail dans les années cinquante comprend histoires et couvertures pour Shadow Comics de l’éditeur Street and Smith. Pour Magazine Enterprises, le comic Bobby Benson's B-Bar-B Riders, adapté d’une série télé pour les enfants, ainsi que les quatre numéros du comics Strong Man. Pour Harvey Comics, nombres d’histoires de guerre, de romance et d’horreur aussi bien que des travaux pour Man in Black, Adventures in 3-D et True 3-D. Howard Nostrand, qui rejoignit Powell comme assistant en 1948, se rappelle avoir travaillé auprès de collègues assistants tels que « George Siefringer, qui [dessinait] les décors de fond [et] Martin Epp, qui assurait l’encrage et le lettrage et donnait un coup de main à George sur les fonds. J’ai commencé à encrer puis j’ai pu assurer les fond... et après encore les crayonnés. » Les travaux de Powell durant cette période comprennent "Red Hawk" dans Straight Arrow pour Magazine Enterprises; et, pour Hot Rod Comics de Fawcett Comics, une adaptation du film The Red Badge of Courage, et encore des Westerns dont "Lash LaRue", personnage adapté d’un film.
En 1961, Powell devint directeur artistique pour le magazine satirique Sick, y travaillant jusqu’à sa mort. Pour l’éditeur Topps, il travailla sur des séries de cartes illustrées (trading cards). En 1961, la série Civil War News et en 1962 Mars Attacks!, où Powell finalisait le dessin à partir des crayonnés de Wally Wood, Norman Saunders assurant les couleurs. Durant la période des années 1960, Powell passa brièvement chez Marvel pour y dessiner une poignée d'histoires de Daredevil, Giant-Man, Hulk et Human Torch. Entre autres, Powell présida à la rencontre extrêmement décevante entre la Torche humaine, la Chose et les Beatles (Strange Tales #130, mars 1965) ; plus sérieusement, il fit les esquisses, pour Wally Wood, des trois derniers numéros de Daredevil que Wood assura. Ou encore, il a assuré les crayonnés de deux épisodes de Hulk (Tales To Astonish #73 et #74, novembre et décembre 1965), les deux sur des esquisses de Jack Kirby, l’un encré par lui-même, le second par Mike Esposito.
Dans le comic strips, Powell dessina The Adventures of Teena A Go Go (1966) écrit par Bessie Little, un soap opera mettant en scène une adolescente publié par Bell-McClure Syndicate.

## Œuvres publiées en français
- Moi un flic, Albin Michel, 1985.  (ISBN 2-226-02568-5) Album grand format en noir et blanc.